# Ластири, Рауль Альберто
Рау́ль Альбе́рто Ласти́ри (исп. Raúl Alberto Lastiri; 11 сентября 1915, Буэнос-Айрес — 11 декабря 1978, Буэнос-Айрес) — аргентинский политик, временный президент Аргентины с 13 июля 1973 до 12 октября 1973 года.
Ластири был председателем Палаты депутатов аргентинского парламента и был выдвинут на пост президента страны после того, как последовательно президент Аргентины Эктор Хосе Кампора и вице-президент Аргентины Висенте Солано Лима подали в отставку. Он организовал новые выборы, в результате которых к власти пришел Хуан Перон, который получил более 60 процентов голосов.
Зять учредителя ультраправого Аргентинского антикоммунистического альянса Хосе Лопеса Регу; вместе с ним состоял в итальянской ложе П2.